# 응급실

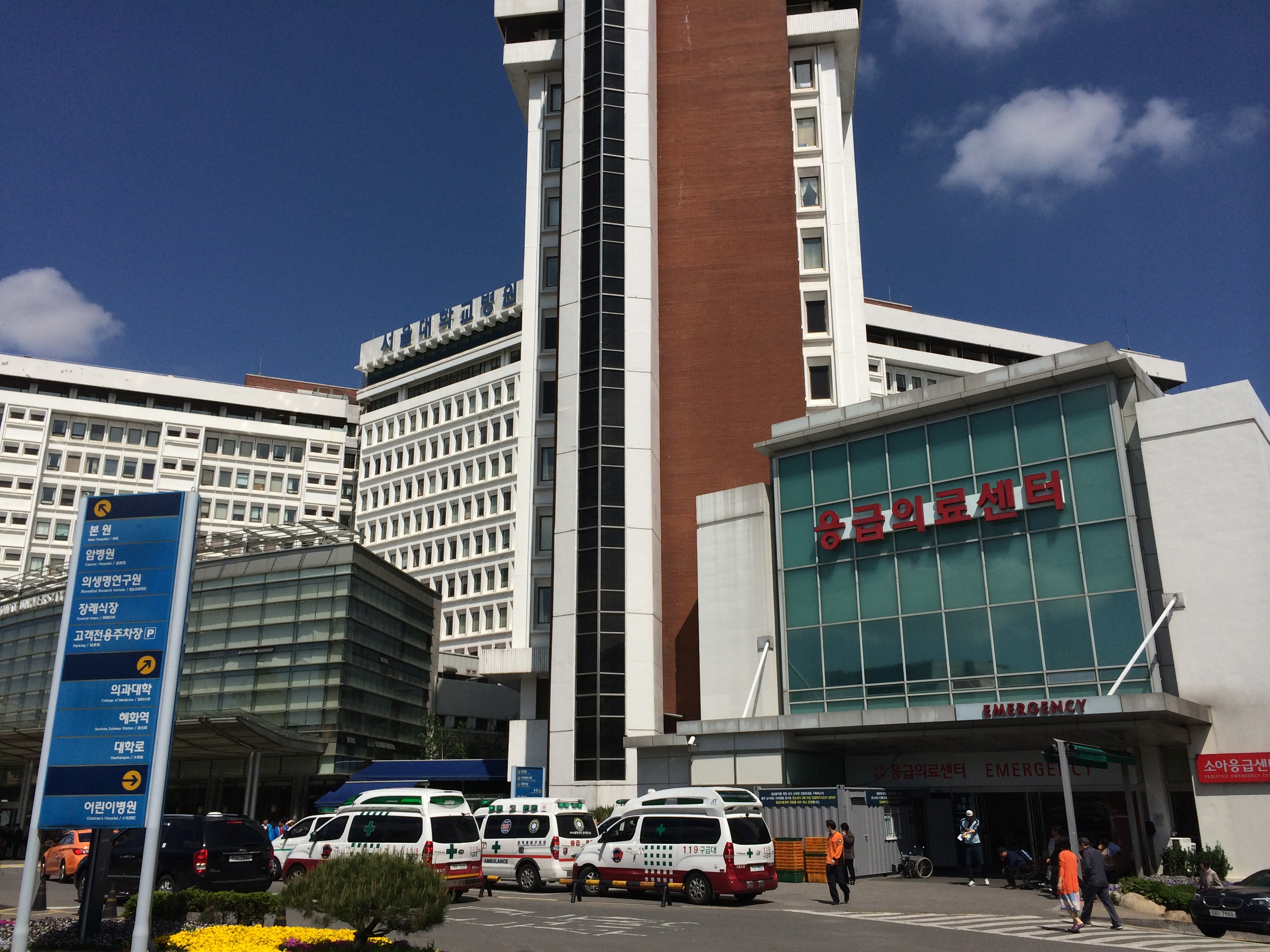
서울대학교병원 응급실(서울권역응급의료센터)

응급실(應急室, 영어: emergency department (ED), accident & emergency department (A&E), emergency room (ER), emergency ward (EW), casualty department)은 응급환자를 진료하기 위한 인력과 시설을 갖춘 곳이다. 한국의 응급의료기관이란 일정 규모 이상의 응급진료 인력과 시설을 갖춘 병·의원으로서 정부로부터 지정 받은 곳을 말한다.

## 역사
1911년 미국의 Louisville City Hospital에서 외상 센터를 개소하였는데 현대적인 개념의 응급실로서는 이것을 세계 최초로 보는 견해가 있다.
한국의 동아일보 기사에서는 1960년 4.19 부상자를 언급한 수기에서 응급실이란 단어가 처음 등장한다. 또한 1962년 개정 의료법에서 병원은 "구급실"을 설치해야 한다고 규정하고 있다. 한편 1938년 경성 소방서에서 구급차를 운행했다는 점을 비춰 볼때 이미 해방 이전부터 응급실 형태의 시설을 운영했을 수 있다.
각급 병원별로 운영되던 응급실은 90년대 들어 체계화되기 시작했다. 1991년 공포된 응급의료관리규칙에 따라 응급환자정보센터가 설치되고 응급의료센터, 응급의료지정병원이 지정되었다. 1994년에는 응급의료에 관한 법률이 제정되고 2000년 국립중앙의료원이 중앙응급의료센터로 지정되면서 현재의 응급의료기관 체계가 마련되었다.

## 응급의료기관
대한민국의 응급의료기관은 다음과 같은 체계로 지정, 운영되고 있다.

### 중앙응급의료센터

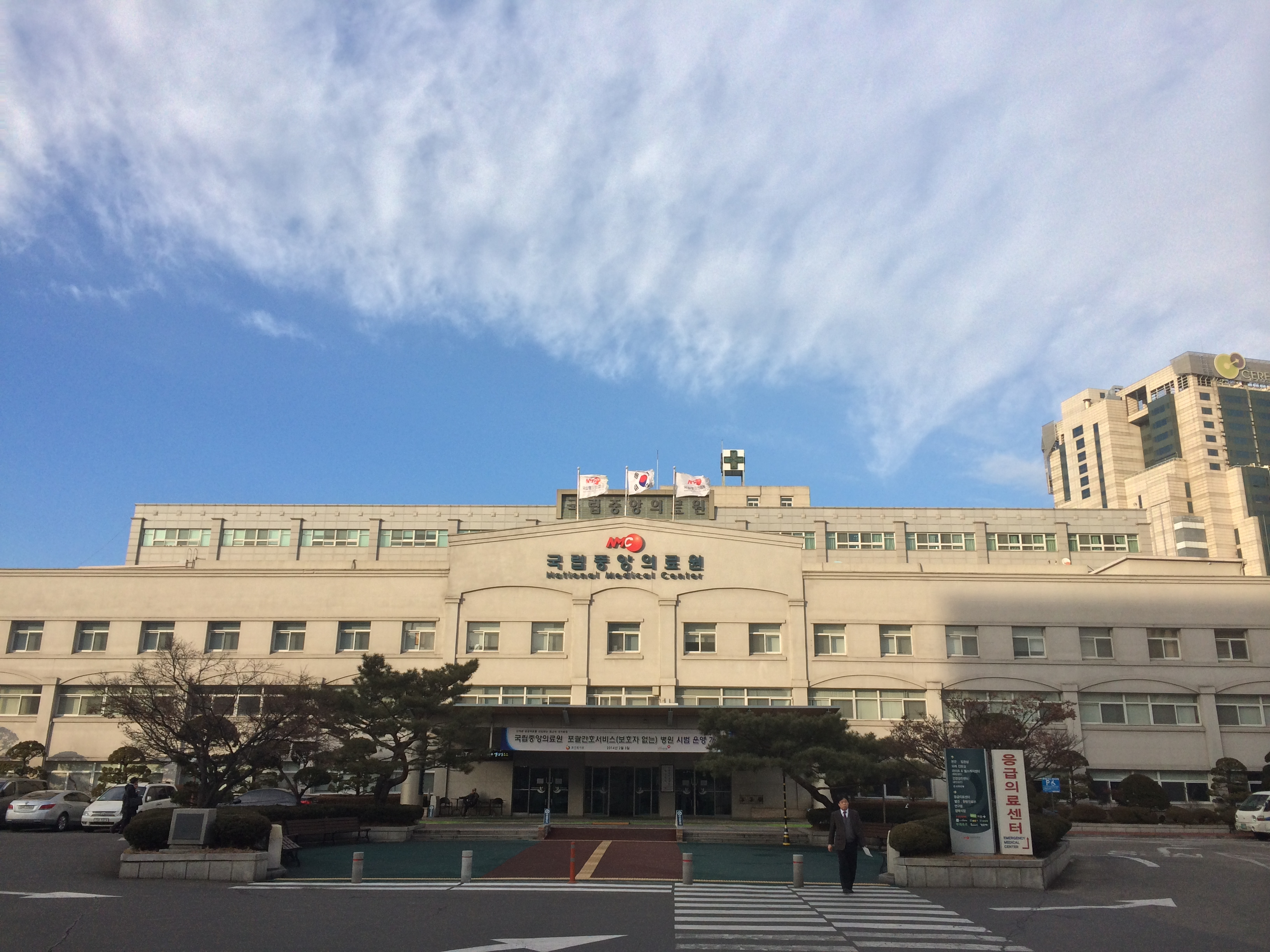
국립중앙의료원(중앙응급의료센터)

공공기관으로서 응급의료종사자의 교육 및 훈련, 응급의료기관의 평가, 대형재해 발생시 응급의료지원 등을 수행한다. 해당 업무를 수행하기 위한 시설 장비 및 인력을 갖추고 있어야 한다. 보건복지부 장관이 지정하며 종합병원이어야 한다.  2000년에 국립중앙의료원이 중앙응급의료센터로 지정되었다.

### 권역응급의료센터

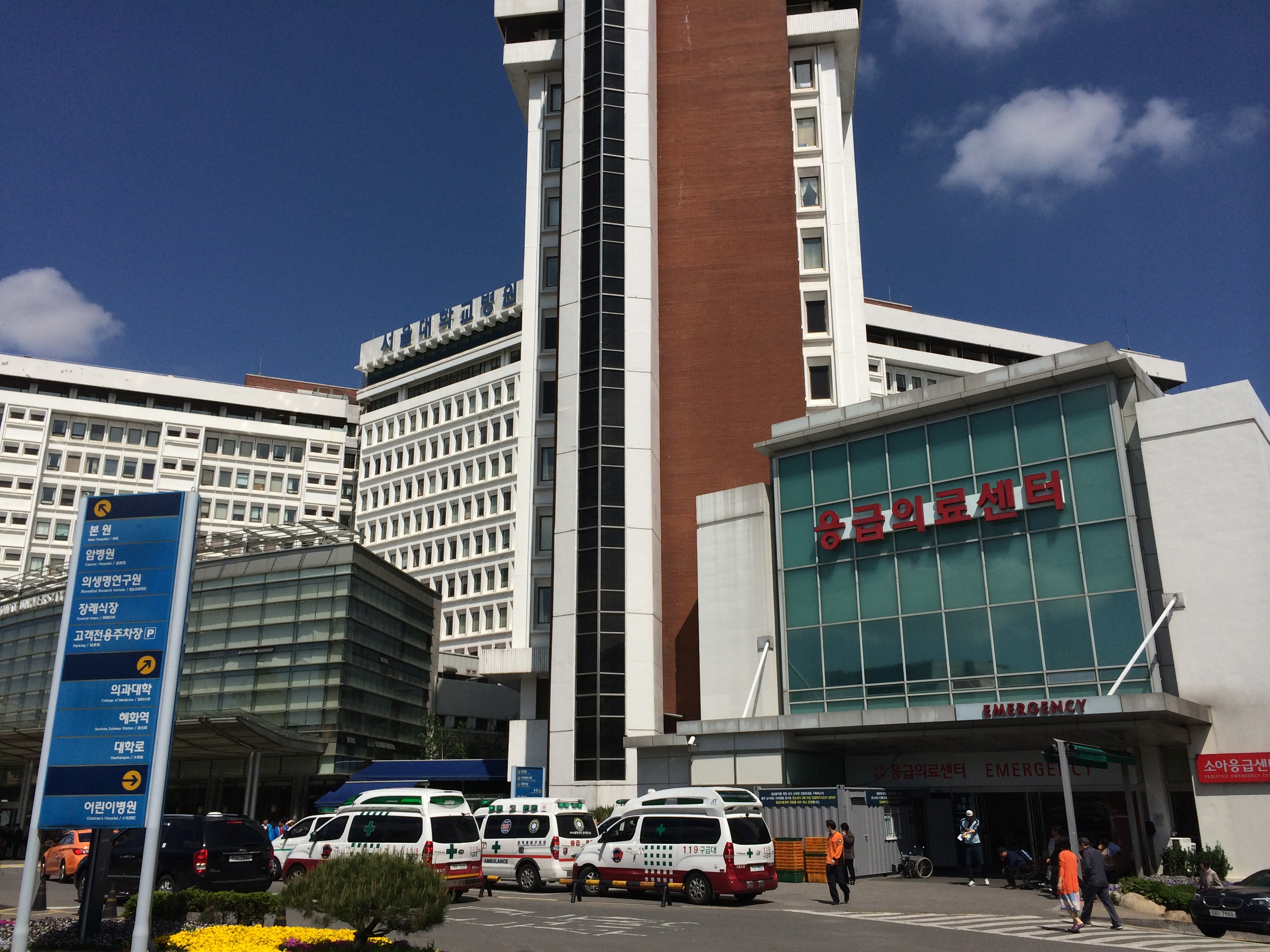
서울대학교병원 응급실(서울서북권역응급의료센터)

응급환자만을 위한 전문 전담 의료기관으로서 원칙적으로 시도별 1개소를 지정한다. 시설 및 건물은 다른 의료시설 혹은 건물과 구별되도록 설치 운영된다. 권역 센터로서 규정된 시설과 인력에 대한 세부기준을 충족시켜야 한다. 보건복지부 장관이 지정하며 종합병원이어야 한다. 전국 21개소가 운영되고 있다(2014년 1월 기준).

### 전문응급의료센터
외상, 화상, 독극물 중독 등의 해당 전문분야로 지정된 응급의료기관이다. 전문 센터로서 규정된 시설과 인력에 대한 세부기준을 충족시켜야 한다. 보건복지부 장관이 지정하며 종합병원이어야 한다. 전국 2개소(화상전문 한강성심병원, 외상전문 조선대학교병원)가 있다.

### 지역응급의료센터

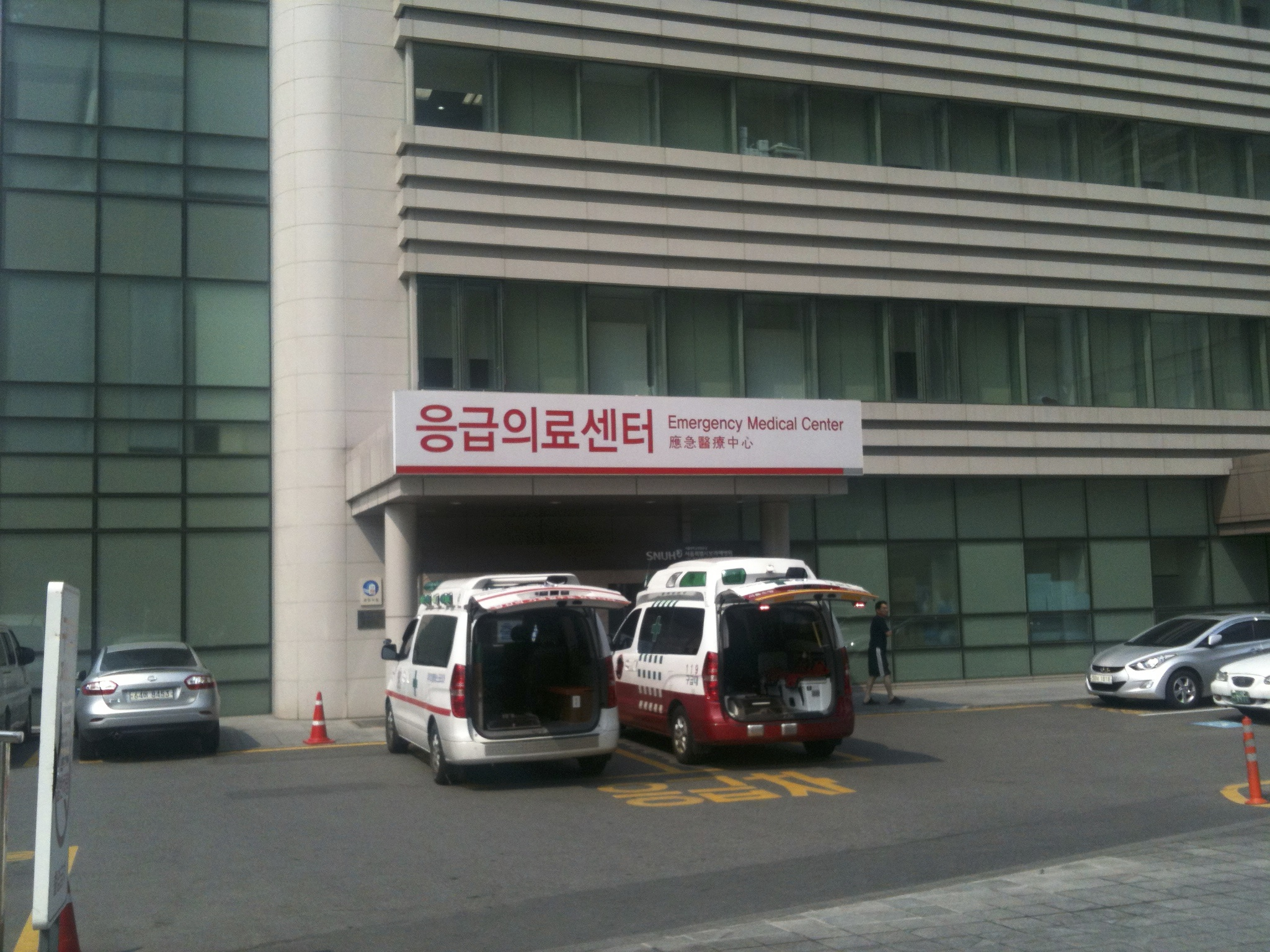
서울특별시립 보라매병원 응급실(지역응급의료센터)

지역 주민에게 적절한 응급의료를 제공하기 위해 시도지사가 지정한다. 종합병원이어야 하며 원칙적으로 특별시 및 광역시는 인구 100만명당 1개소, 도는 인구 50만명당 1개소를 지정해야 한다. 지역 센터로서 규정된 시설과 인력에 대한 세부기준을 충족시켜야 한다. 전국 119개소가 운영되고 있다(2014년 1월 기준).

### 지역응급의료기관
종합병원, 병원, 의원 중에서 시장,군수,구청장이 지정한다. 응급의료기관으로서 규정된 시설과 인력에 대한 기준을 충족시켜야 한다. 전국 293개소가 운영되고 있다(2014년 1월 기준).

## 같이 보기
- 응급
- 응급의학
- 응급구조사
- 구급차
- 심폐소생술(CPR)

## 참고 문헌
1. ↑  Trauma care history. http://www.university-hospital.org/programs-services/trauma-center/history/ 보관됨 2014-02-19 - 웨이백 머신
2. ↑  나는 증언한다 419 데모 부상자, 동아일보, 1960년 5월 3일, 3면. (네이버 뉴스 라이브러리)
3. ↑  구급차 출현, 동아일보, 1938년 9월 4일, 2면. (네이버 뉴스 라이브러리)
4. ↑  응급의료체계 연혁, 중앙응급의료센터. http://www.nemc.or.kr/emergency/emergency_history.jsp%5B깨진+링크(과거+내용+찾기)%5D
5. ↑  응급의료에 관한 법률, 전문개정 2011.8.4.
6. 1 2 3 4  응급의료체계, 중앙응급의료센터. http://www.nemc.or.kr/emergency/emergency_scope.jsp 보관됨 2014-10-06 - 웨이백 머신
7. ↑  2014년 1월 기준